# أنطور أقنف
أنطور أقنف (الاسم العلمي:Anthurium decurrens) هو نوع من النباتات يتبع جنس الأنطور من الفصيلة اللوفية.